# 2000年シドニーオリンピックのイタリア選手団
2000年シドニーオリンピックのイタリア選手団（2000ねんシドニーオリンピックのイタリアせんしゅだん）は、2000年9月15日から10月1日にかけてオーストラリアのニューサウスウェールズ州シドニーで開催された2000年シドニーオリンピックのイタリア選手団、およびその競技結果。

## 概要
今大会は金メダル13個、銀メダル8個、銅メダル13個の合計34個のメダルを獲得した。

## メダル
| メダル | 選手名                         | 競技       | 種目                 |
| ------ | ------------------------------ | ---------- | -------------------- |
| 金     | ドメニコ・フィオラバンティ     | 競泳       | 男子100m平泳ぎ       |
| 金     | ドメニコ・フィオラバンティ     | 競泳       | 男子200m平泳ぎ       |
| 金     | マッシミリアーノ・ロソリーノ   | 競泳       | 男子200m個人メドレー |
| 金     | ジュゼッペ・マッダローニ       | 柔道       | 男子73kg以下級       |
| 金     | アントネッラ・ベッルッティ     | 自転車     | 女子ポイントレース   |
| 金     | パオラ・ペッツォ               | 自転車     | 女子クロスカントリー |
| 銀     | ニコラ・ビッツォーニ           | 陸上       | 男子ハンマー投       |
| 銀     | フィオナ・メイ                 | 陸上       | 女子走幅跳           |
| 銀     | マッシミリアーノ・ロソリーノ   | 競泳       | 男子400m自由形       |
| 銅     | マッシミリアーノ・ロソリーノ   | 競泳       | 男子200m自由形       |
| 銅     | ダビデ・ルモロ                 | 競泳       | 男子200m平泳ぎ       |
| 銅     | パオロ・ビドズ                 | ボクシング | 男子スーパーヘビー級 |
| 銅     | ジローラモ・ジオビナッツォ     | 柔道       | 男子66kg以下級       |
| 銅     | イレニア・スカピン             | 柔道       | 女子70kg以下級       |
| 銅     | エマヌエーラ・ピエラントッツィ | 柔道       | 女子78kg以下級       |